# Аварії на вугільних шахтах України 2011 року
У 2011 році в Україні трапились дві аварії на вугільних шахтах, які сталися у Східній Україні протягом однієї доби — 29 липня 2011 року. Перша — вибух на вугільній шахті «Суходільська-Східна», внаслідок якого загинуло 18 людей, дев'ять зникли безвісти. Друга — обвал баштового копра на шахті імені Бажанова в промисловому місті Макіївка, в результаті якого загинули 11 шахтарів. Також внаслідок обвалу постраждали щонайменше четверо гірників. Президент України наказав уряду створити комісію з розслідування нещасного випадку.

## Вибух на шахті «Суходільська-Східна»
Незадовго до другої ночі 29 липня 2011 року на вугільній шахті «Суходільська-Східна» пролунав вибух, який стався під землею на горизонті 915 метрів. В результаті вибуху загинуло щонайменше 18 людей, дев'ять зникли безвісти. Слідчі припускають, що аварія сталася внаслідок потужного вибуху метану. Голова незалежної профспілки гірників Михайло Волинець назвав шахту «Суходольська-Східна» «однією з найнебезпечніших в Україні» через скупчення метану та вугільного пилу. Президент України Віктор Янукович та прем'єр-міністр Микола Азаров планували прилетіти на місце аварії.

## Обвал надшахтної споруди на шахті ім. Бажанова
Невдовзі після вибуху на шахті «Суходільська-Східна» на вугільній шахті ім. Бажанова 29 липня, о 9:25 (за іншими даними — о 9:40), сталася унікальна аварія — обвалився баштовий копер скіпового стовбура, який впав на допоміжні будівлі. 11 працівників шахти загинули, четверо зазнали поранення. Близько 600 гірників, які працювали на той час під землею, вийшли через аварійні виходи, повідомила речниця Міністерства надзвичайних ситуацій Юлія Єршова. На період відновлювальних робіт всіх гірників було переведено на роботу на сусідні вугільні підприємства.
Однією з причин аварії було названо неякісний бетон в основі баштового копра.